# Vimentin
Vimentin je bjelančevina koju kod ljudi enkodira gen VIM.
Vimentin je bjelančevina intermedijarnog filamenta (IF) vrste III koja se iskazuje u mezenhimkim stanicama. Bjelančevine intermedijarnog filamenta nalaze se u svim životinjskim stanicama kao i kod bakterija. Intermedijarni filamenti zajedno s mikrocjevčicama od tubulina i mikrofilamentima od aktina tvore stanični kostur. Sve bjelančevine intermedijarnih filamenata su glavni sastojak staničnog kostura mezenhimalnih stanica. Zbog ovog je vimentin često korišten kao marker stanica izvedenih mezenhimalno ili stanica koje podliježu tranziciji epitela u mezenhim (EMT) tijekom normalnog razvitka ili metastatske progresije.